# 5311 Rutherford
5311 Rutherford este o planetă minoră (asteroid), cu un diametru de 9,349 km, din centura de asteroizi. A fost descoperită pe 3 aprilie 1981 la Lake Tekapo⁠(d) de Alan C. Gilmore⁠(d) și a fost numită după Ernest Rutherford. 
Obiectul prezintă o orbită caracterizată de o semiaxă mare de 3,0462239 UAi, o excentricitate de 0,0872298, o înclinație de 3,46165 ° în raport cu ecliptica.